# 第2回明治神宮野球大会
第2回明治神宮野球大会は、1971年11月5日から11月11日まで明治神宮野球場および明治神宮第二球場で行われた大学野球の大会である。

## 表彰
- 優勝校には明治神宮宮司より表彰状ならびに優勝旗、優勝メダル、明治神宮崇敬会理事長より明治神宮崇敬会優勝杯が贈られる。
- 準優勝校にも財団法人全日本大学野球連盟副会長より表彰状ならびに準優勝メダル、明治神宮崇敬会理事長より明治神宮崇敬会準優勝杯が贈られる。

## 出場校
| 出場校             | 所属連盟               | 出場回数     |
| ------------------ | ---------------------- | ------------ |
| 北海道産業短期大学 | 北海道地区大学野球連盟 | 初出場       |
| 東北学院大学       | 仙台六大学野球連盟     | 初出場       |
| 東邦大学           | 千葉県大学野球連盟     | 初出場       |
| 東京学芸大学       | 東京新大学野球連盟     | 初出場       |
| 慶應義塾大学       | 東京六大学野球連盟     | 初出場       |
| 日本大学           | 東都大学野球連盟       | 初出場       |
| 亜細亜大学         | 東都大学野球連盟       | 初出場       |
| 東海大学           | 首都大学野球連盟       | 2年連続2回目 |
| 関東学院大学       | 神奈川五大学野球連盟   | 初出場       |
| 愛知工業大学       | 愛知大学野球連盟       | 初出場       |
| 福井工業大学       | 北陸大学野球連盟       | 2年連続2回目 |
| 関西大学           | 関西六大学野球連盟     | 2年連続2回目 |
| 広島商科大学       | 広島六大学野球連盟     | 2年連続2回目 |
| 香川大学           | 四国地区大学野球連盟   | 初出場       |
| 福岡大学           | 九州六大学野球連盟     | 初出場       |
| 九州産業大学       | 福岡六大学野球連盟     | 初出場       |

## 試合結果

### 1回戦
11月5日
- 亜細亜大学 6 - 0 福岡大学
- 愛知工業大学 11 - 2 北海道産業短期大学（8回コールド）
- 慶應義塾大学 8 - 0 九州産業大学
- 関西大学 11 - 0 香川大学（7回コールド）

11月7日
- 東海大学 9 - 0 福井工業大学（7回コールド）
- 東北学院大学 4 - 2 広島商科大学

11月8日
- 関東学院大学 10 - 2 東京学芸大学（7回コールド）
- 日本大学 27 - 0 東邦大学（7回コールド）

### 2回戦
- 亜細亜大学 1 - 0 慶應義塾大学
- 関西大学 2 - 0 愛知工業大学

11月9日
- 東海大学 5 - 1 関東学院大学
- 日本大学 7 - 3 東北学院大学

### 準決勝
11月10日
- 亜細亜大学 1 - 0 東海大学（延長10回）
- 日本大学 1 - 0 関西大学

### 決勝
11月11日
|            | 1 | 2 | 3 | 4 | 5 | 6 | 7 | 8 | 9 | R | H | E |
| ---------- | - | - | - | - | - | - | - | - | - | - | - | - |
| 亜細亜大学 | 0 | 0 | 0 | 0 | 0 | 0 | 1 | 0 | 0 | 1 | 5 | 3 |
| 日本大学   | 0 | 0 | 0 | 1 | 0 | 0 | 2 | 0 | X | 3 | 3 | 1 |

1. （亜）：山本 - 士取、田中恭
2. （日）：高橋敏、鈴木、小山 - 中沢